# Wohnsiedlung Hardau II

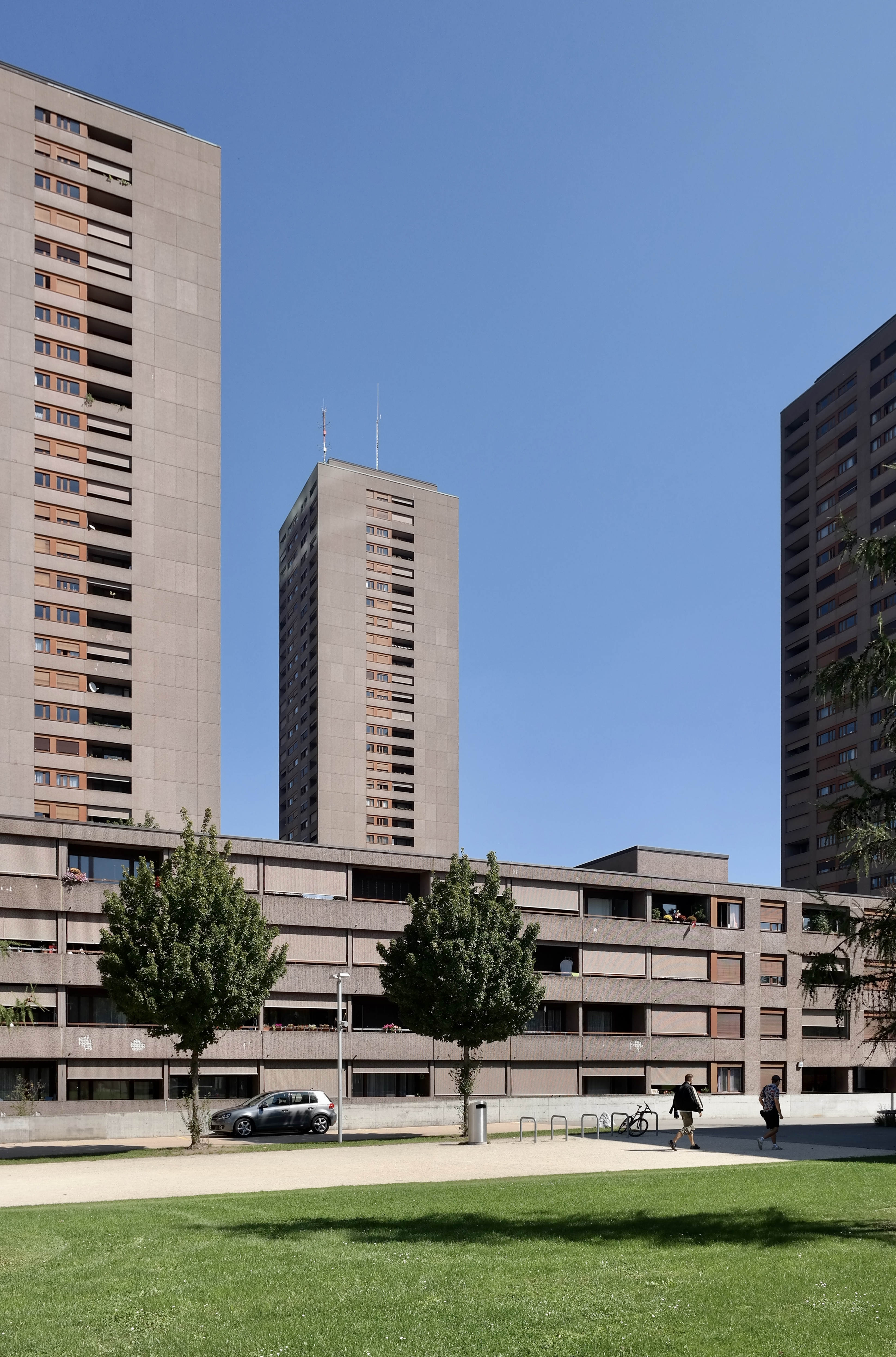
Hardau II Hochhäuser im Jahr 2019

Die Überbauung Hardau II ist ein zwischen 1976 und 1978 erbauter Gebäudekomplex in Zürich. Er umfasst insgesamt vier Hochhäuser mit einer Maximalhöhe von 95,4 Metern. Sie prägen bis heute die Skyline der Stadt.

## Lage
Die Überbauung liegt neben der viel kleineren Überbauung Hardau I aus den 1960er-Jahren. Hardau II besteht aus insgesamt vier Wohnhochhäusern mit 21 bis 31 bewohnbaren Geschossen, zwei vierstöckigen Wohnblöcken mit je fünf Mehrfamilienhäusern, einer gleich hohen Alterssiedlung mit Personalhaus sowie einem Alterswohnheim. In den Liegenschaften der Überbauung befinden sich 573 Wohnungen, ein Kindergarten, verschiedene Quartiereinrichtungen sowie Gewerberäume. Der höchste Wohnturm war mit seinen 95,4 m lange Zeit das höchste Gebäude der Stadt Zürich sowie der Schweiz und gehört zu den höchsten Wohngebäuden der Schweiz.
Sie liegt im westlichen Teil Zürichs im Kreis 4 im Quartier Hard an der Bullingerstrasse beziehungsweise Norastrasse. Das Sportstadion Letzigrund befindet sich in unmittelbarer Nähe westlich der Überbauung.

## Geschichte
Die hohen, braunroten Wohntürme mit quadratischem Grundriss wurden in den Jahren 1976 bis 1978 im Rahmen des ersten Schweizer Hochhausbooms vom Architekten Max P. Kollbrunner erbaut. Zielgruppe waren ältere Paare und Einzelpersonen. Entsprechend wurden mehrheitlich 2½-Zimmer-Wohnungen angelegt. Mit der Siedlung sollte die Wohnungsnot behoben werden und umzugswilligen Eltern mit erwachsenen Kindern sowie älteren Menschen, die im Quartier bleiben wollen, eine kleinere Wohnung angeboten werden.
Die Begeisterung für Hochhäuser liess in den folgenden Jahren immer mehr nach; die Überbauung verslumte, denn sie war für Familien mit Kindern nicht attraktiv genug. Eine vom Volk angenommene Initiative setzte 1984 dem Hochhausbau in der Zürcher Innenstadt auch politisch ein Ende.
Ab 2000 entstanden in der Umgebung der Überbauung Hardau erneut höhere Gebäude. Die Stadt Zürich als Besitzerin der Hardau-Gebäude verband eine notwendige Erneuerung der Gebäudetechnik mit der Schaffung von grossen Wohnungen durch Zusammenlegen kleiner Einheiten. Neue Küchen, neue Farbe sowie andere Anpassungen werteten die Überbauung zwischen 2006 und 2007 auf. Zusammen mit der generellen Aufwertung der Umgebung veränderte sich auch der an ihr haftende Ruf der Überbauung.